# Copa Libertadores 2025
Die Copa Libertadores 2025, offiziell auch Copa Conmebol Libertadores 2025, ist die 66. Ausspielung des wichtigsten südamerikanischen Fußballwettbewerbs für Vereinsmannschaften. Der Wettbewerb wurde vom südamerikanischen Fußballverband CONMEBOL organisiert. In der Saison nahmen insgesamt 47 Mannschaften teil, darunter Titelverteidiger Botafogo FR aus Brasilien und der Sieger der Copa Sudamericana 2024 Racing Club de Avellaneda aus Argentinien. Das Turnier begann am 4. Februar 2025 mit der Qualifikationsrunde und endet am 29. November 2025.
Die Wahl des Endspielortes steht noch aus.
Der Sieger qualifiziert sich für die Recopa Sudamericana, den FIFA-Interkontinental-Pokal 2025 und die FIFA-Klub-Weltmeisterschaft 2029.

## Teilnehmende Mannschaften
Die folgenden Mannschaften nehmen an der Copa Libertadores 2025 teil.
- Copa Libertadores 2024 Sieger
- Copa Sudamericana 2024 Sieger
- Brasilien: 7 Startplätze
- Argentinien: 6 Startplätze
- Alle anderen Verbände: 4 Startplätze

Für die Gruppenphase direkt qualifiziert sind 28 Klubs:
- Copa Libertadores 2024 Sieger
- Copa Sudamericana 2024 Sieger
- Argentinien und Brasilien: die besten fünf Mannschaften der Länder-Qualifikation
- Alle anderen Verbände: die besten zwei Mannschaften der Länder-Qualifikation

Für die zweite Qualifikationsrunde qualifiziert waren 13 Klubs:
- Argentinien: der Platz sechs der Länder-Qualifikation
- Brasilien: die Plätze sechs und sieben der Länder-Qualifikation
- Chile und Kolumbien: die Plätze drei und vier der Länder-Qualifikation
- Alle anderen Verbände: die Plätze drei der Länder-Qualifikation

Für die erste Qualifikationsrunde qualifiziert waren 6 Klubs:
- der vierte Platz aus der Länder-Qualifikation von Bolivien, Ecuador, Paraguay, Peru, Uruguay und Venezuela

| Land                          | Verein                        | Qualifikationsgrund                                               | Ergebnis     |
| ----------------------------- | ----------------------------- | ----------------------------------------------------------------- | ------------ |
| Argentinien 6 + 1 Startplätze | Racing Club de Avellaneda     | Sieger der Copa Sudamericana 2024                                 |              |
| Argentinien 6 + 1 Startplätze | CA Vélez Sarsfield            | Primera División Meister 2024                                     |              |
| Argentinien 6 + 1 Startplätze | Estudiantes de La Plata       | Copa de la Liga Profesional Sieger 2024                           |              |
| Argentinien 6 + 1 Startplätze | Central Córdoba               | Copa Argentina Sieger 2024                                        | Gruppenphase |
| Argentinien 6 + 1 Startplätze | Club Atlético Talleres        | Bestes noch nicht qualifiziertes Team der Gesamttabelle 2024      | Gruppenphase |
| Argentinien 6 + 1 Startplätze | River Plate                   | Zweitbestes noch nicht qualifiziertes Team der Gesamttabelle 2024 |              |
| Argentinien 6 + 1 Startplätze | Boca Juniors (Q-2)            | Drittbestes noch nicht qualifiziertes Team der Gesamttabelle 2024 | Q-2          |
| Bolivien 4 Startplätze        | San Antonio Bulo Bulo         | Meister der Apertura 2024                                         | Gruppenphase |
| Bolivien 4 Startplätze        | Club Bolívar                  | Meister der Clausura 2024                                         | Gruppenphase |
| Bolivien 4 Startplätze        | Club The Strongest (Q-2)      | Bestes noch nicht qualifiziertes Team der Gesamttabelle 2024      | Q-2          |
| Bolivien 4 Startplätze        | Club Blooming (Q-1)           | Zweitbestes noch nicht qualifiziertes Team der Gesamttabelle 2024 | Q-1          |
| Brasilien 7 + 1 Startplätze   | Botafogo FR                   | Sieger der Copa Libertadores 2024                                 |              |
| Brasilien 7 + 1 Startplätze   | CR Flamengo                   | Copa do Brasil 2024 Sieger                                        |              |
| Brasilien 7 + 1 Startplätze   | SE Palmeiras                  | Vizemeister Série A 2024                                          |              |
| Brasilien 7 + 1 Startplätze   | Fortaleza EC                  | Vierter Série A 2024                                              | Achtelfinale |
| Brasilien 7 + 1 Startplätze   | SC Internacional              | Fünfter Série A 2024                                              |              |
| Brasilien 7 + 1 Startplätze   | FC São Paulo                  | Sechster Série A 2024                                             |              |
| Brasilien 7 + 1 Startplätze   | SC Corinthians (Q-2)          | Siebter Série A 2024                                              | Q-3          |
| Brasilien 7 + 1 Startplätze   | EC Bahia (Q-2)                | Achter Série A 2024                                               | Gruppenphase |
| Chile 4 Startplätze           | CSD Colo-Colo                 | Meister 2024                                                      | Gruppenphase |
| Chile 4 Startplätze           | CF Universidad de Chile       | Zweiter Primera División 2024                                     | Gruppenphase |
| Chile 4 Startplätze           | Deportes Iquique (Q-2)        | Dritter Primera División 2024                                     | Q-3          |
| Chile 4 Startplätze           | Ñublense (Q-2)                | Pokalfinalist                                                     | Q-2          |
| Ecuador 4 Startplätze         | LDU Quito                     | Meister 2024                                                      |              |
| Ecuador 4 Startplätze         | Independiente del Valle       | Vizemeister                                                       | Gruppenphase |
| Ecuador 4 Startplätze         | Barcelona Sporting Club (Q-2) | Bestes noch nicht qualifiziertes Team aus der Gesamttabelle 2024  | Gruppenphase |
| Ecuador 4 Startplätze         | CD El Nacional (Q-1)          | Pokalsieger                                                       | Q-2          |
| Kolumbien 4 Startplätze       | Atlético Bucaramanga          | Meister der Apertura 2024                                         | Gruppenphase |
| Kolumbien 4 Startplätze       | Atlético Nacional             | Meister der Finalización 2024                                     | Achtelfinale |
| Kolumbien 4 Startplätze       | Deportes Tolima (Q-2)         | Bestes nicht qualifiziertes Team aus der Gesamttabelle 2024       | Q-2          |
| Kolumbien 4 Startplätze       | Independiente Santa Fe (Q-2)  | Bestes nicht qualifiziertes Team aus der Gesamttabelle 2024       | Q-2          |
| Paraguay 4 Startplätze        | Club Olimpia                  | Meister der Apertura oder Clausura 2024                           | Gruppenphase |
| Paraguay 4 Startplätze        | Club Libertad                 | Meister der Apertura oder Clausura 2024                           |              |
| Paraguay 4 Startplätze        | Club Cerro Porteño (Q-2)      | Bestes nicht qualifiziertes Team aus der Gesamttabelle 2024       |              |
| Paraguay 4 Startplätze        | Club Nacional (Q-1)           | Pokalfinalist 2024                                                | Q-1          |
| Peru 4 Startplätze            | Universitario de Deportes     | Meister Primera División 2024                                     |              |
| Peru 4 Startplätze            | Sporting Cristal              | Vizemeister Primera División 2024                                 | Gruppenphase |
| Peru 4 Startplätze            | FBC Melgar (Q-2)              | Dritter Primera División 2024                                     | Q-3          |
| Peru 4 Startplätze            | Alianza Lima (Q-1)            | Vierter Primera División 2024                                     | Gruppenphase |
| Uruguay 4 Startplätze         | Peñarol Montevideo            | Meister 2024                                                      | Achtelfinale |
| Uruguay 4 Startplätze         | Nacional Montevideo           | Vizemeister Primera División 2024                                 | Gruppenphase |
| Uruguay 4 Startplätze         | Boston River (Q-2)            | Bestes nicht qualifiziertes Team aus der Gesamttabelle 2024       | Q-3          |
| Uruguay 4 Startplätze         | Defensor Sporting Club (Q-1)  | Zweitbestes nicht qualifiziertes Team aus der Gesamttabelle 2024  | Q-1          |
| Venezuela 4 Startplätze       | Deportivo Táchira FC          | Meister Primera División 2024                                     | Gruppenphase |
| Venezuela 4 Startplätze       | Carabobo FC                   | Vizemeister Primera División 204                                  | Gruppenphase |
| Venezuela 4 Startplätze       | Universidad Central (Q-2)     | Bestes nicht qualifiziertes Team aus der Gesamttabelle 2024       | Q-2          |
| Venezuela 4 Startplätze       | Monagas SC (Q-1)              | Zweitbestes nicht qualifiziertes Team aus der Gesamttabelle 2024  | Q-2          |

## Termine
| Runde                  | Hinspiele                                      | Rückspiele                       |
| ---------------------- | ---------------------------------------------- | -------------------------------- |
| 1. Qualifikationsrunde | 4. bis 6. Februar 2025                         | 11. bis 13. Februar 2025         |
| 2. Qualifikationsrunde | 18. bis 20. Februar 2025                       | 25. Februar bis 27. Februar 2025 |
| 3. Qualifikationsrunde | 4. bis 6. März 2025                            | 11. bis 13. März 2025            |
| Gruppenphase           | Alle Spieltage: 2. April 2025 bis 28. Mai 2025 |                                  |
| Achtelfinale           | 12. bis 14. August 2025                        | 19. bis 21. August 2025          |
| Viertelfinale          | 16. bis 18. September 2025                     | 23. bis 25. September 2025       |
| Halbfinale             | 21. bis 23. Oktober 2025                       | 28. bis 30. Oktober 2025         |
| Finale                 | 29. November 2025                              |                                  |

## Qualifikationsrunden
Die Qualifikationsrunde findet in drei Stufen statt. Das erstgenannte Team hattim Hinspiel Heimrecht, das zweite im Rückspiel.

### Auslosung Qualifikation
Die Auslosungen für die Spiele in der Qualifikationsrunden fanden am 19. Dezember 2024 im CONMEBOL Convention Center in Luque, Paraguay, statt. Die Teams wurden gemäß ihrem CONMEBOL-Ranking in der Copa Libertadores gesetzt.
Ausgelost wurden die erste und zweite Qualifikationsrunde sowie die Gruppenphase. Für die dritte Runde der Qualifikation wurde keine Auslosung vorgenommen, die Paarungen wurden vorab festgelegt. Die in den Klammern angegebenen Zahlen sind das Ergebnis des CONMEBOL-Rankings.
Auslosung erste Qualifikationsrunde
Für die erste Qualifikationsrunde wurden sechs Mannschaften in drei Paarungen gezogen:
| Gesetzte Mannschaften                                             | Nicht gesetzte Mannschaften                            |
| Alianza Lima (50) CD El Nacional (68) Defensor Sporting Club (75) | Club Nacional (85) Monagas SC (99) Club Blooming (111) |

Auslosung zweite Qualifikationsrunde
Für die zweite Qualifikationsrunde wurden acht Paarungen ermittelt. Dabei konnten Mannschaften aus denselben Mitgliedsverbänden nicht aufeinander treffen. Eine Ausnahme bildeten die Qualifikanten aus der ersten Runde. Da diese zum Zeitpunkt der Auslosung nicht feststanden, können sie in der zweiten Runde auf Mitglieder des eigenen Verbandes treffen.
| Gesetzte Mannschaften | Nicht gesetzte Mannschaften |
| Boca Juniors (3) SC Corinthians (18) Club Cerro Porteño (20) Barcelona Sporting Club (25) Independiente Santa Fe (45) FBC Melgar (51) EC Bahia (77) Ñublense (90) | Deportes Iquique (153) Boston River (206) Universidad Central (-) Club The Strongest (36) (1) Deportes Tolima (54) (1) Qualifikant 1 Qualifikant 2 Qualifikant 3 |

### 1. Qualifikationsrunde
Die erste Qualifikationsrunde fand vom 4. bis 13. Februar 2025 statt.
| Datum      |               | Gesamt          |                        | Hinspiel  | Rückspiel |
| ---------- | ------------- | --------------- | ---------------------- | --------- | --------- |
| 6.2./13.2. | Club Blooming | 4:4 (3:4 i. E.) | CD El Nacional         | 3:2 (3:1) | 1:2 (1:0) |
| 5.2./12.2. | Club Nacional | 2:4             | Alianza Lima           | 1:1 (1:0) | 1:3 (1:1) |
| 4.2./11.2. | Monagas SC    | 4:0             | Defensor Sporting Club | 2:0 (0:0) | 2:0 (1:0) |

### 2. Qualifikationsrunde
Die zweite Qualifikationsrunde fand vom 18. bis 27. Februar 2025 statt.
| Datum       |                     | Gesamt          |                         | Hinspiel  | Rückspiel |
| ----------- | ------------------- | --------------- | ----------------------- | --------- | --------- |
| 18.2./25.2. | Deportes Iquique    | 3:3 (2:1 i. E.) | Independiente Santa Fe  | 2:1 (1:1) | 1:2 (1:1) |
| 18.2./25.2. | Club The Strongest  | 1:4             | EC Bahia                | 1:1 (1:0) | 0:3 (0:1) |
| 20.2./27.2. | Monagas SC          | 1:7             | Club Cerro Porteño      | 0:4 (0:3) | 1:3 (1:2) |
| 19.2./26.2. | CD El Nacional      | 1:2             | Barcelona Sporting Club | 0:1 (0:0) | 1:1 (1:0) |
| 19.2./26.2. | Universidad Central | 3:4             | SC Corinthians          | 1:1 (0:1) | 2:3 (2:2) |
| 20.2./27.2. | Deportes Tolima     | 0:2             | FBC Melgar              | 0:1 (0:1) | 0:1 (0:0) |
| 19.2./26.2. | Boston River        | 2:1             | Ñublense                | 1:0 (0:0) | 1:1 (0:1) |
| 18.2./25.2. | Alianza Lima        | 2:2 (5:4 i. E.) | Boca Juniors            | 1:0 (1:0) | 1:2 (1:1) |

### 3. Qualifikationsrunde
Die dritte Qualifikationsrunde findet vom 4. bis 13. März 2025 statt.
| Datum      |                         | Gesamt |                | Hinspiel  | Rückspiel |
| ---------- | ----------------------- | ------ | -------------- | --------- | --------- |
| 4.3./11.3. | Deportes Iquique        | 2:3    | Alianza Lima   | 1:2 (0:2) | 1:1 (0:1) |
| 5.3./12.3. | Club Cerro Porteño      | 5:2    | FBC Melgar     | 0:1 (0:1) | 4:2 (1:1) |
| 5.3./13.3. | Barcelona Sporting Club | 3:2    | SC Corinthians | 3:0 (1:0) | 0:2 (0:1) |
| 6.3./12.3. | Boston River            | 0:1    | EC Bahia       | 0:0       | 0:1 (0:0) |

Die Verlierer der dritten Qualifikationsrunde spielen in der Copa Sudamericana 2025 weiter.

## Gruppenphase

### Auslosung
Für die Gruppenphase werden die 32 Teams entsprechend ihres Platzes in der Rangliste des CONMEBOL auf vier Lostöpfe verteilt. In jeden Topf kommen acht Klubs. Teams aus demselben Verband können nicht in dieselbe Gruppe gezogen werden, mit Ausnahme der Sieger der dritten Qualifikationsrunde, die Topf 4 zugewiesen werden. Wie in der zweiten Qualifikationsrunde können diese Qualifikanten in der Gruppenphase auf Klubs ihres Verbandes treffen. Die Auslosung findet am 19. März 2025 statt.
Botafogo FR wurde als Titelverteidiger in Lostopf 1 gesetzt und Racing Club de Avellaneda als Sieger der Copa Sudamericana 2024 normalerweise in Lostopf 2. Aufgrund der besseren Platzierung in der Rangliste des CONMEBOL kam Racing Club aber in Topf 1.
Die zwei Gruppenbesten zogen ins Achtelfinale ein. Die Gruppendritten qualifizierten sich für das Achtelfinale der Copa Sudamericana 2025.
| Topf 1 | Topf 2 | Topf 3 | Topf 4 |
| Botafogo FR (21) River Plate (1) SE Palmeiras (2) CR Flamengo (4) Peñarol Montevideo (5) Nacional Montevideo (6) FC São Paulo (8) Racing Club (12) | Club Olimpia (13) LDU Quito (14) SC Internacional (15) Club Libertad (16) Independiente (17) CSD Colo-Colo (23) Estudiantes (24) Club Bolívar (27) | Atlético Nacional (28) Vélez Sarsfield (29) Fortaleza EC (37) Sporting Cristal (38) Universitario (42) Talleres (46) Deportivo Táchira FC (49) Universidad de Chile (57) | Carabobo FC (173) Atlético Bucaramanga (198) San Antonio Bulo Bulo (-) Central Córdoba (-) Alianza Lima (50) EC Bahia (77) Club Cerro Porteño (20) Barcelona Sporting Club (25) |

### Gruppe A
| Pl. | Verein               | Sp. | S | U | N | Tore    | Diff. | Punkte |
| --- | -------------------- | --- | - | - | - | ------- | ----- | ------ |
| 1.  | Estudiantes          | 6   | 4 | 0 | 2 | 011:500 | +6    | 12     |
| 2.  | Botafogo FR (M)      | 6   | 4 | 0 | 2 | 008:500 | +3    | 12     |
| 3.  | Universidad de Chile | 6   | 3 | 1 | 2 | 008:600 | +2    | 10     |
| 4.  | Carabobo FC          | 6   | 0 | 1 | 5 | 002:130 | −11   | 01     |

| (M) | Meister des Vorjahres |

| Spiel       | Datum     | Stadion                        | Heimmannschaft       | Ergebnis   | Gastmannschaft       |
| ----------- | --------- | ------------------------------ | -------------------- | ---------- | -------------------- |
| 1. Spieltag | 1. April  | Estadio Misael Delgado         | Carabobo FC          | 0:2 (0:1)  | Estudiantes          |
| 1. Spieltag | 2. April  | Estadio Nacional               | Universidad de Chile | 1:0 (0:0)  | Botafogo FR          |
| 2. Spieltag | 8. April  | Estadio Jorge Luis Hirschi     | Estudiantes          | 1:2 (1:2)  | Universidad de Chile |
| 2. Spieltag | 8. April  | Estádio Olímpico Nilton Santos | Botafogo FR          | 2:0 (0:0)  | Carabobo FC          |
| 3. Spieltag | 22. April | Estadio Misael Delgado         | Carabobo FC          | 1:1 (1:1)  | Universidad de Chile |
| 3. Spieltag | 23. April | Estadio Jorge Luis Hirschi     | Estudiantes          | 1:0 (1:0)  | Botafogo FR          |
| 4. Spieltag | 6. Mai    | Estadio Misael Delgado         | Carabobo FC          | 1:2 (0:1)  | Botafogo FR          |
| 4. Spieltag | 7. Mai    | Estadio Nacional               | Universidad de Chile | 0:3 (0:3)  | Estudiantes          |
| 5. Spieltag | 13. Mai   | Estadio Nacional               | Universidad de Chile | 4:0 (1:0)  | Carabobo FC          |
| 5. Spieltag | 14. Mai   | Estádio Olímpico Nilton Santos | Botafogo FR          | 3:2 (1:0)  | Estudiantes          |
| 6. Spieltag | 27. Mai   | Estádio Olímpico Nilton Santos | Botafogo FR          | 1:0 (1:0)  | Universidad de Chile |
| 6. Spieltag | 27. Mai   | Estadio Jorge Luis Hirschi     | Estudiantes          | 2:0) (2:0) | Carabobo FC          |

### Gruppe B
| Pl. | Verein                  | Sp. | S | U | N | Tore    | Diff. | Punkte |
| --- | ----------------------- | --- | - | - | - | ------- | ----- | ------ |
| 1.  | River Plate             | 6   | 3 | 3 | 0 | 013:700 | +6    | 12     |
| 2.  | Universitario           | 6   | 2 | 2 | 2 | 004:400 | ±0    | 08     |
| 3.  | Independiente del Valle | 6   | 2 | 2 | 2 | 008:110 | −3    | 08     |
| 4.  | Barcelona Sporting Club | 6   | 1 | 1 | 4 | 004:700 | −3    | 04     |

| Spiel       | Datum     | Stadion                            | Heimmannschaft          | Ergebnis  | Gastmannschaft          |
| ----------- | --------- | ---------------------------------- | ----------------------- | --------- | ----------------------- |
| 1. Spieltag | 1. April  | Estadio Monumental Banco Pichincha | Barcelona Sporting Club | 1:0 (1:0) | Independiente del Valle |
| 1. Spieltag | 2. April  | Estadio Monumental "U"             | Universitario           | 0:1 (0:1) | River Plate             |
| 2. Spieltag | 8. April  | Estadio Banco Guayaquil            | Independiente del Valle | 1:0 (0:0) | Universitario           |
| 2. Spieltag | 8. April  | Estadio Monumental                 | River Plate             | 0:0       | Barcelona Sporting Club |
| 3. Spieltag | 22. April | Estadio Monumental Banco Pichincha | Barcelona Sporting Club | 0:1 (0:1) | Universitario           |
| 3. Spieltag | 23. April | Estadio Banco Guayaquil            | Independiente del Valle | 2:2 (2:0) | River Plate             |
| 4. Spieltag | 8. Mai    | Estadio Monumental "U"             | Universitario           | 1:1 (1:1) | Independiente del Valle |
| 4. Spieltag | 8. Mai    | Estadio Monumental Banco Pichincha | Barcelona Sporting Club | 2:3 (1:2) | River Plate             |
| 5. Spieltag | 14. Mai   | Estadio Monumental "U"             | Universitario           | 1:0 (1:0) | Barcelona Sporting Club |
| 5. Spieltag | 15. Mai   | Estadio Monumental                 | River Plate             | 6:2 (3:2) | Independiente del Valle |
| 6. Spieltag | 27. Mai   | Estadio Monumental                 | River Plate             | 1:1 (1:1) | Universitario           |
| 6. Spieltag | 27. Mai   | Estadio Banco Guayaquil            | Independiente del Valle | 2:1 (0:1) | Barcelona Sporting Club |

### Gruppe C
| Pl. | Verein            | Sp. | S | U | N | Tore    | Diff. | Punkte |
| --- | ----------------- | --- | - | - | - | ------- | ----- | ------ |
| 1.  | LDU Quito         | 6   | 3 | 2 | 1 | 008:400 | +4    | 11     |
| 2.  | CR Flamengo       | 6   | 3 | 2 | 1 | 006:300 | +3    | 11     |
| 3.  | Central Córdoba   | 6   | 3 | 2 | 1 | 007:700 | ±0    | 11     |
| 4.  | Deportivo Táchira | 6   | 0 | 0 | 6 | 004:110 | −7    | 0      |

| Spiel       | Datum     | Stadion                     | Heimmannschaft    | Ergebnis  | Gastmannschaft    |
| ----------- | --------- | --------------------------- | ----------------- | --------- | ----------------- |
| 1. Spieltag | 3. April  | Estadio Alfredo Terrera     | Central Córdoba   | 0:0       | LDU Quito         |
| 1. Spieltag | 3. April  | Estadio Polideportivo       | Deportivo Táchira | 0:1 (0:0) | CR Flamengo       |
| 2. Spieltag | 9. April  | Estadio Rodrigo Paz Delgado | LDU Quito         | 2:0 (0:0) | Deportivo Táchira |
| 2. Spieltag | 9. April  | Maracanã                    | CR Flamengo       | 0:2 (0:0) | Central Córdoba   |
| 3. Spieltag | 22. April | Estadio Rodrigo Paz Delgado | LDU Quito         | 0:0       | CR Flamengo       |
| 3. Spieltag | 24. April | Estadio Alfredo Terrera     | Central Córdoba   | 2:1 (2:1) | Deportivo Táchira |
| 4. Spieltag | 7. Mai    | Estadio Polideportivo       | Deportivo Táchira | 2:3 (0:2) | LDU Quito         |
| 4. Spieltag | 7. Mai    | Estadio Alfredo Terrera     | Central Córdoba   | 1:1 (0:1) | CR Flamengo       |
| 5. Spieltag | 13. Mai   | Estadio Polideportivo       | Deportivo Táchira | 1:2 (0:1) | Central Córdoba   |
| 5. Spieltag | 15. Mai   | Maracanã                    | CR Flamengo       | 2:0 (1:0) | LDU Quito         |
| 6. Spieltag | 28. Mai   | Maracanã                    | CR Flamengo       | 1:0 (0:0) | Deportivo Táchira |
| 6. Spieltag | 28. Mai   | Estadio Rodrigo Paz Delgado | LDU Quito         | 3:0 (2:0) | Central Córdoba   |

### Gruppe D
| Pl. | Verein        | Sp. | S | U | N | Tore    | Diff. | Punkte |
| --- | ------------- | --- | - | - | - | ------- | ----- | ------ |
| 1.  | FC São Paulo  | 6   | 4 | 2 | 0 | 010:400 | +6    | 14     |
| 2.  | Club Libertad | 6   | 2 | 3 | 1 | 006:500 | +1    | 09     |
| 3.  | Alianza Lima  | 6   | 1 | 2 | 3 | 007:110 | −4    | 05     |
| 4.  | CA Talleres   | 6   | 1 | 1 | 4 | 005:800 | −3    | 04     |

| Spiel       | Datum     | Stadion                      | Heimmannschaft | Ergebnis  | Gastmannschaft |
| ----------- | --------- | ---------------------------- | -------------- | --------- | -------------- |
| 1. Spieltag | 1. April  | Estadio Alejandro Villanueva | Alianza Lima   | 0:1 (0:0) | Club Libertad  |
| 1. Spieltag | 2. April  | Estadio Córdoba              | CA Talleres    | 0:1 (0:0) | FC São Paulo   |
| 2. Spieltag | 8. April  | La Huerta                    | Club Libertad  | 2:0 (1:0) | CA Talleres    |
| 2. Spieltag | 10. April | Estádio do Morumbi           | FC São Paulo   | 2:2 (2:0) | Alianza Lima   |
| 3. Spieltag | 22. April | Estadio Alejandro Villanueva | Alianza Lima   | 3:2 (1:0) | CA Talleres    |
| 3. Spieltag | 23. April | La Huerta                    | Club Libertad  | 0:2 (0:0) | FC São Paulo   |
| 4. Spieltag | 6. Mai    | Estadio Alejandro Villanueva | Alianza Lima   | 0:2 (0:1) | FC São Paulo   |
| 4. Spieltag | 8. Mai    | Estadio Córdoba              | CA Talleres    | 0:0       | Club Libertad  |
| 5. Spieltag | 14. Mai   | Estádio do Morumbi           | FC São Paulo   | 1:1 (0:0) | Club Libertad  |
| 5. Spieltag | 15. Mai   | Estadio Córdoba              | CA Talleres    | 2:0 (2:0) | Alianza Lima   |
| 6. Spieltag | 27. Mai   | Estádio do Morumbi           | FC São Paulo   | 2:1 (1:1) | CA Talleres    |
| 6. Spieltag | 27. Mai   | La Huerta                    | Club Libertad  | 2:2 (1:2) | Alianza Lima   |

### Gruppe E
| Pl. | Verein               | Sp. | S | U | N | Tore    | Diff. | Punkte |
| --- | -------------------- | --- | - | - | - | ------- | ----- | ------ |
| 1.  | Racing Club          | 6   | 4 | 1 | 1 | 014:300 | +11   | 13     |
| 2.  | Fortaleza EC         | 6   | 2 | 2 | 2 | 008:500 | +3    | 08     |
| 3.  | Atlético Bucaramanga | 6   | 1 | 3 | 2 | 006:100 | −4    | 06     |
| 4.  | CSD Colo-Colo        | 6   | 1 | 2 | 3 | 005:150 | −10   | 05     |

| Spiel       | Datum     | Stadion                   | Heimmannschaft       | Ergebnis  | Gastmannschaft       |
| ----------- | --------- | ------------------------- | -------------------- | --------- | -------------------- |
| 1. Spieltag | 1. April  | Estadio Américo Montanini | Atlético Bucaramanga | 3:3 (2:1) | CSD Colo-Colo        |
| 1. Spieltag | 1. April  | Castelão                  | Fortaleza EC         | 0:3 (0:1) | Racing Club          |
| 2. Spieltag | 10. April | Estadio Monumental        | CSD Colo-Colo        | 0:3 *     | Fortaleza EC         |
| 2. Spieltag | 10. April | Estadio Presidente Perón  | Racing Club          | 1:2 (0:0) | Atlético Bucaramanga |
| 3. Spieltag | 22. April | Estadio Monumental        | CSD Colo-Colo        | 1:1 (0:0) | Racing Club          |
| 3. Spieltag | 23. April | Estadio Américo Montanini | Atlético Bucaramanga | 1:1 (0:1) | Fortaleza EC         |
| 4. Spieltag | 6. Mai    | Castelão                  | Fortaleza EC         | 4:0 (3:0) | CSD Colo-Colo        |
| 4. Spieltag | 6. Mai    | Estadio Américo Montanini | Atlético Bucaramanga | 0:4 (0:1) | Racing Club          |
| 5. Spieltag | 13. Mai   | Castelão                  | Fortaleza EC         | 0:0       | Atlético Bucaramanga |
| 5. Spieltag | 14. Mai   | Estadio Presidente Perón  | RRacing Club         | 4:0 (2:0) | CSD Colo-Colo        |
| 6. Spieltag | 29. Mai   | Estadio Presidente Perón  | Racing Club          | 1:0 (0:0) | Fortaleza EC         |
| 6. Spieltag | 29. Mai   | Estadio Monumental        | CSD Colo-Colo        | 1:0 (1:0) | Atlético Bucaramanga |

### Gruppe F
| Pl. | Verein              | Sp. | S | U | N | Tore    | Diff. | Punkte |
| --- | ------------------- | --- | - | - | - | ------- | ----- | ------ |
| 1.  | SC Internacional    | 6   | 3 | 2 | 1 | 012:800 | +4    | 11     |
| 2.  | Atlético Nacional   | 6   | 3 | 0 | 3 | 007:600 | +1    | 09     |
| 3.  | EC Bahia            | 6   | 2 | 1 | 3 | 005:700 | −2    | 07     |
| 4.  | Nacional Montevideo | 6   | 2 | 1 | 3 | 006:110 | −5    | 07     |

| Spiel       | Datum     | Stadion                   | Heimmannschaft      | Ergebnis  | Gastmannschaft      |
| ----------- | --------- | ------------------------- | ------------------- | --------- | ------------------- |
| 1. Spieltag | 2. April  | Arena Fonte Nova          | EC Bahia            | 1:1 (0:0) | SC Internacional    |
| 1. Spieltag | 3. April  | Estadio Atanasio Girardot | Atlético Nacional   | 3:0 (1:0) | Nacional Montevideo |
| 2. Spieltag | 9. April  | Parque Central            | Nacional Montevideo | 0:1 (0:0) | EC Bahia            |
| 2. Spieltag | 10. April | Estádio Beira-Rio         | SC Internacional    | 3:0 (0:0) | Atlético Nacional   |
| 3. Spieltag | 22. April | Estádio Beira-Rio         | SC Internacional    | 3:3 (1:3) | Nacional Montevideo |
| 3. Spieltag | 24. April | Arena Fonte Nova          | EC Bahia            | 1:0 (0:0) | Atlético Nacional   |
| 4. Spieltag | 7. Mai    | Arena Fonte Nova          | EC Bahia            | 1:3 (0:0) | Nacional Montevideo |
| 4. Spieltag | 8. Mai    | Estadio Atanasio Girardot | Atlético Nacional   | 3:1 (1:0) | SC Internacional    |
| 5. Spieltag | 14. Mai   | Estadio Atanasio Girardot | Atlético Nacional   | 1:0 (0:0) | EC Bahia            |
| 5. Spieltag | 15. Mai   | Parque Central            | Nacional Montevideo | 0:2 (0:1) | SC Internacional    |
| 6. Spieltag | 28. Mai   | Parque Central            | Nacional Montevideo | 1:0 (0:0) | Atlético Nacional   |
| 6. Spieltag | 28. Mai   | Estádio Beira-Rio         | SC Internacional    | 2:1 (0:0) | EC Bahia            |

### Gruppe G
| Pl. | Verein             | Sp. | S | U | N | Tore    | Diff. | Punkte |
| --- | ------------------ | --- | - | - | - | ------- | ----- | ------ |
| 1.  | SE Palmeiras       | 6   | 6 | 0 | 0 | 017:400 | +13   | 18     |
| 2.  | Club Cerro Porteño | 6   | 2 | 1 | 3 | 007:110 | −4    | 07     |
| 3.  | Club Bolívar       | 6   | 2 | 0 | 4 | 012:110 | +1    | 06     |
| 4.  | Sporting Cristal   | 6   | 1 | 1 | 4 | 006:160 | −10   | 04     |

| Spiel       | Datum     | Stadion                     | Heimmannschaft     | Ergebnis  | Gastmannschaft     |
| ----------- | --------- | --------------------------- | ------------------ | --------- | ------------------ |
| 1. Spieltag | 1. April  | Estadio General Pablo Rojas | Club Cerro Porteño | 4:2 (1:1) | Club Bolívar       |
| 1. Spieltag | 3. April  | Estadio Alberto Gallardo    | Sporting Cristal   | 2:3 (0:1) | SE Palmeiras       |
| 2. Spieltag | 9. April  | Estadio Hernando Siles      | Club Bolívar       | 3:0 (1:0) | Sporting Cristal   |
| 2. Spieltag | 9. April  | Allianz Parque              | SE Palmeiras       | 1:0 (1:0) | Club Cerro Porteño |
| 3. Spieltag | 24. April | Estadio Hernando Siles      | Club Bolívar       | 2:3 (0:2) | SE Palmeiras       |
| 3. Spieltag | 24. April | Estadio General Pablo Rojas | Club Cerro Porteño | 2:2 (2:1) | Sporting Cristal   |
| 4. Spieltag | 7. Mai    | Estadio Alberto Gallardo    | Sporting Cristal   | 2:1 (1:0) | Club Bolívar       |
| 4. Spieltag | 7. Mai    | Estadio General Pablo Rojas | Club Cerro Porteño | 0:2 (0:1) | SE Palmeiras       |
| 5. Spieltag | 13. Mai   | Estadio Alberto Gallardo    | Sporting Cristal   | 0:1 (0:1) | Club Cerro Porteño |
| 5. Spieltag | 15. Mai   | Allianz Parque              | SE Palmeiras       | 2:0 (2:0) | Club Bolívar       |
| 6. Spieltag | 28. Mai   | Allianz Parque              | SE Palmeiras       | 6:0 (3:0) | Sporting Cristal   |
| 6. Spieltag | 28. Mai   | Estadio Hernando Siles      | Club Bolívar       | 4:0 (2:0) | Club Cerro Porteño |

### Gruppe H
| Pl. | Verein                | Sp. | S | U | N | Tore    | Diff. | Punkte |
| --- | --------------------- | --- | - | - | - | ------- | ----- | ------ |
| 1.  | CA Vélez Sarsfield    | 6   | 3 | 2 | 1 | 011:400 | +7    | 11     |
| 2.  | Peñarol Montevideo    | 6   | 3 | 2 | 1 | 009:400 | +5    | 11     |
| 3.  | San Antonio Bulo Bulo | 6   | 2 | 0 | 4 | 005:150 | −10   | 06     |
| 4.  | Club Olimpia          | 6   | 1 | 2 | 3 | 009:110 | −2    | 05     |

| Spiel       | Datum     | Stadion                        | Heimmannschaft        | Ergebnis  | Gastmannschaft        |
| ----------- | --------- | ------------------------------ | --------------------- | --------- | --------------------- |
| 1. Spieltag | 2. April  | Estadio Félix Capriles         | San Antonio Bulo Bulo | 3:2 (1:0) | Club Olimpia          |
| 1. Spieltag | 2. April  | Estadio José Amalfitani        | CA Vélez Sarsfield    | 2:1 (0:0) | Peñarol Montevideo    |
| 2. Spieltag | 8. April  | Estadio Campeón del Siglo      | Peñarol Montevideo    | 2:0 (0:0) | San Antonio Bulo Bulo |
| 2. Spieltag | 9. April  | Estadio Osvaldo Domínguez Dibb | Club Olimpia          | 0:4 (0:1) | CA Vélez Sarsfield    |
| 3. Spieltag | 23. April | Estadio Osvaldo Domínguez Dibb | Club Olimpia          | 0:0       | Peñarol Montevideo    |
| 3. Spieltag | 23. April | Estadio Félix Capriles         | San Antonio Bulo Bulo | 2:1 (1:0) | CA Vélez Sarsfield    |
| 4. Spieltag | 6. Mai    | Estadio Félix Capriles         | San Antonio Bulo Bulo | 0:3 (0:0) | Peñarol Montevideo    |
| 4. Spieltag | 8. Mai    | Estadio José Amalfitani        | CA Vélez Sarsfield    | 1:1 (1:0) | Club Olimpia          |
| 5. Spieltag | 14. Mai   | Estadio Campeón del Siglo      | Peñarol Montevideo    | 3:2 (0:2) | Club Olimpia          |
| 5. Spieltag | 14. Mai   | Estadio José Amalfitani        | CA Vélez Sarsfield    | 3:0 (0:0) | San Antonio Bulo Bulo |
| 6. Spieltag | 29. Mai   | Estadio Campeón del Siglo      | Peñarol Montevideo    | 0:0       | CA Vélez Sarsfield    |
| 6. Spieltag | 29. Mai   | Estadio Osvaldo Domínguez Dibb | Club Olimpia          | 4:0 (0:0) | San Antonio Bulo Bulo |

## Vorkommnisse
In der Gruppenphase wurden vor Anpfiff der Partie zwischen chilenischen CSD Colo-Colo und brasilianischen Fortaleza EC am 10. April zwei Personen tödlich verletzt. Nach Behördenangaben kam es vor dem Stadion in Santiago de Chile zu einem Gedränge. Laut Angaben der lokalen Behörden wollte eine Gruppe von Fans in das Estadio Monumental eindringen und versuchte dabei, einen Schutzzaun umzureißen. Als die Polizei sie daran hinderte, kam es den Angaben zufolge zu einem Gedränge, der Zaun sei umgestürzt. Eines der Opfer sei am Ort des Geschehens gestorben, das andere im Krankenhaus.
In der 70. Minute des Spiels hatten einheimische Fans damit begonnen, Gegenstände auf das Spielfeld zu werfen. Unklar war, ob diese Vorfälle mit den Geschehnissen vor dem Anpfiff zusammenhängen. Die Spieler aus Fortaleza suchten Schutz in der Umkleidekabine. Derweil versuchten die Profis von Colo Colo, unter ihnen der frühere Bayer-Leverkusen- und Bayern-München-Profi Arturo Vidal, die Fans zu beruhigen. Schiedsrichter Gustavo Tejera aus Uruguay schickte schließlich alle Spieler in die Kabine. Später wurde die Partie beim Stand von 0:0 endgültig abgebrochen, wie der Verband Conmebol mitteilte. Ende April gab der Verband bekannt, dass das Treffen nicht wiederholt wird und dieses als 3:0-Erfolg für Fortaleza gewertet wird.

## Finalrunde
Für das Achtelfinale qualifizierten sich jeweils der Erste und Zweite jeder Gruppe. Zur Ermittlung der weiteren Paarungen ab dem Achtelfinale wurden zwei Lostöpfe gebildet. Die Gruppensieger kamen in einen Topf, alle Gruppenzweiten in einen weiteren.
Die nachstehende Übersicht gibt die Tabelle der Erst- und Zweitplatzierten der Gruppenphase an. Bei Gleichheit in der Punkt- und Tordifferenz kam als nächstes Kriterium die Anzahl der erzielten Tore zum Tragen.
| Gruppe | Topf A Gruppenerste | Punkte | Tore | Topf B Gruppenzweite | Punkte | Tore |
| ------ | ------------------- | ------ | ---- | -------------------- | ------ | ---- |
| A      | Estudiantes         | 12     | +6   | Botafogo FR          | 12     | +3   |
| B      | River Plate         | 12     | +3   | Universitario        | 08     | ±0   |
| C      | LDU Quito           | 11     | +4   | Flamengo             | 11     | +3   |
| D      | FC São Paulo        | 14     | +6   | Club Libertad        | 09     | +1   |
| E      | Racing Club         | 13     | +11  | Fortaleza EC         | 08     | +3   |
| F      | Internacional       | 11     | +4   | Atlético Nacional    | 09     | +1   |
| G      | Palmeiras           | 18     | +13  | Cerro Porteño        | 07     | −4   |
| H      | Vélez Sarsfield     | 11     | +7   | Peñarol Montevideo   | 11     | +5   |

### Turnierplan
|  | Achtelfinale       | Achtelfinale | Achtelfinale |                 |  | Viertelfinale | Viertelfinale | Viertelfinale |  |  | Halbfinale | Halbfinale | Halbfinale |  |  | Finale | Finale |  |
|  |                    |              |              |                 |  |               |               |               |  |  |            |            |            |  |  |        |        |  |
|  | Atlético Nacional  | 0            | 1 (3)        |                 |  |               |               |               |  |  |            |            |            |  |  |        |        |  |
|  | FC São Paulo       | 0            | 1 (4)        |                 |  |               |               |               |  |  |            |            |            |  |  |        |        |  |
|  | FC São Paulo       | 0            | 1 (4)        | FC São Paulo    |  |               |               |               |  |  |            |            |            |  |  |        |        |  |
|  |                    |              |              |                 |  |               |               |               |  |  |            |            |            |  |  |        |        |  |
|  |                    |              |              |                 |  |               |               |               |  |  |            |            |            |  |  |        |        |  |
|  | Botafogo FR        | 1            |              |                 |  |               |               |               |  |  |            |            |            |  |  |        |        |  |
|  | Botafogo FR        | 1            |              |                 |  |               |               |               |  |  |            |            |            |  |  |        |        |  |
|  | LDU Quito          | 0            |              |                 |  |               |               |               |  |  |            |            |            |  |  |        |        |  |
|  | LDU Quito          | 0            |              |                 |  |               |               |               |  |  |            |            |            |  |  |        |        |  |
|  |                    |              |              |                 |  |               |               |               |  |  |            |            |            |  |  |        |        |  |
|  |                    |              |              |                 |  |               |               |               |  |  |            |            |            |  |  |        |        |  |
|  | Universitario      | 0            |              |                 |  |               |               |               |  |  |            |            |            |  |  |        |        |  |
|  | Universitario      | 0            |              |                 |  |               |               |               |  |  |            |            |            |  |  |        |        |  |
|  | Palmeiras          | 4            |              |                 |  |               |               |               |  |  |            |            |            |  |  |        |        |  |
|  | Palmeiras          | 4            |              |                 |  |               |               |               |  |  |            |            |            |  |  |        |        |  |
|  |                    |              |              |                 |  |               |               |               |  |  |            |            |            |  |  |        |        |  |
|  |                    |              |              |                 |  |               |               |               |  |  |            |            |            |  |  |        |        |  |
|  | Club Libertad      | 0            |              |                 |  |               |               |               |  |  |            |            |            |  |  |        |        |  |
|  | Club Libertad      | 0            |              |                 |  |               |               |               |  |  |            |            |            |  |  |        |        |  |
|  | River Plate        | 0            |              |                 |  |               |               |               |  |  |            |            |            |  |  |        |        |  |
|  | River Plate        | 0            |              |                 |  |               |               |               |  |  |            |            |            |  |  |        |        |  |
|  |                    |              |              |                 |  |               |               |               |  |  |            |            |            |  |  |        |        |  |
|  |                    |              |              |                 |  |               |               |               |  |  |            |            |            |  |  |        |        |  |
|  | Fortaleza EC       | 0            | 0            |                 |  |               |               |               |  |  |            |            |            |  |  |        |        |  |
|  | Fortaleza EC       | 0            | 0            |                 |  |               |               |               |  |  |            |            |            |  |  |        |        |  |
|  | Vélez Sarsfield    | 0            | 2            |                 |  |               |               |               |  |  |            |            |            |  |  |        |        |  |
|  | Vélez Sarsfield    | 0            | 2            | Vélez Sarsfield |  |               |               |               |  |  |            |            |            |  |  |        |        |  |
|  |                    |              |              |                 |  |               |               |               |  |  |            |            |            |  |  |        |        |  |
|  |                    | Racing Club  |              |                 |  |               |               |               |  |  |            |            |            |  |  |        |        |  |
|  | Peñarol Montevideo | 1            | 1            |                 |  |               |               |               |  |  |            |            |            |  |  |        |        |  |
|  | Peñarol Montevideo | 1            | 1            |                 |  |               |               |               |  |  |            |            |            |  |  |        |        |  |
|  | Racing Club        | 0            | 3            |                 |  |               |               |               |  |  |            |            |            |  |  |        |        |  |
|  | Racing Club        | 0            | 3            | Argentinien     |  |               |               |               |  |  |            |            |            |  |  |        |        |  |
|  |                    |              |              |                 |  |               |               |               |  |  |            |            |            |  |  |        |        |  |
|  |                    |              |              |                 |  |               |               |               |  |  |            |            |            |  |  |        |        |  |
|  | Flamengo           | 1            |              |                 |  |               |               |               |  |  |            |            |            |  |  |        |        |  |
|  | Flamengo           | 1            |              |                 |  |               |               |               |  |  |            |            |            |  |  |        |        |  |
|  | Internacional      | 0            |              |                 |  |               |               |               |  |  |            |            |            |  |  |        |        |  |
|  | Internacional      | 0            | Brasilien    |                 |  |               |               |               |  |  |            |            |            |  |  |        |        |  |
|  |                    |              |              |                 |  |               |               |               |  |  |            |            |            |  |  |        |        |  |
|  |                    |              |              |                 |  |               |               |               |  |  |            |            |            |  |  |        |        |  |
|  | Cerro Porteño      | 0            |              |                 |  |               |               |               |  |  |            |            |            |  |  |        |        |  |
|  | Cerro Porteño      | 0            |              |                 |  |               |               |               |  |  |            |            |            |  |  |        |        |  |
|  | Estudiantes        | 1            |              |                 |  |               |               |               |  |  |            |            |            |  |  |        |        |  |

### Achtelfinale
| Datum     |                    | Gesamt          |                  | Hinspiel  | Rückspiel |
| --------- | ------------------ | --------------- | ---------------- | --------- | --------- |
| 12./19.8. | Atlético Nacional  | 1:1 (3:4 i. E.) | FC São Paulo     | 0:0       | 1:1 (0:1) |
| 12./19.8. | Fortaleza EC       | 0:2             | Vélez Sarsfield  | 0:0       | 0:2 (0:2) |
| 12./19.8. | Peñarol Montevideo | 2:3             | Racing Club      | 1:0 (0:0) | 1:3 (1:1) |
| 13./20.8. | CR Flamengo        | C               | SC Internacional | 1:0 (1:0) |           |
| 13./20.8. | Cerro Porteño      | F               | Estudiantes      | 0:1 (0:0) |           |
| 14./21.8. | Universitario      | D               | SE Palmeiras     | 0:4 (0:3) |           |
| 14./21.8. | Club Libertad      | E               | River Plate      | 0:0       |           |
| 14./21.8. | Botafogo FR        | H               | LDU Quito        | 1:0 (1:0) |           |

### Viertelfinale
| Datum               |             | Gesamt |                 | Hinspiel | Rückspiel |
| ------------------- | ----------- | ------ | --------------- | -------- | --------- |
| 16.–18./23.8.–25.9. | Sieger H    | 1      | FC São Paulo    |          |           |
| 16.–18./23.8.–25.9. | Racing Club | 2      | Vélez Sarsfield |          |           |
| 16.–18./23.8.–25.9. | Sieger F    | 3      | Sieger C        |          |           |
| 16.–18./23.8.–25.9. | Sieger E    | 4      | Sieger D        |          |           |

### Halbfinale
| Datum              |          | Gesamt |          | Hinspiel | Rückspiel |
| ------------------ | -------- | ------ | -------- | -------- | --------- |
| 21.–23./28.–30.10. | Sieger 4 |        | Sieger 1 |          |           |
| 21.–23./28.–30.10. | Sieger 3 |        | Sieger 2 |          |           |

### Finale
| Heimmannschaft                        | Heimmannschaft                              | Gastmannschaft                              | Gastmannschaft |
| ------------------------------------- | ------------------------------------------- | ------------------------------------------- | -------------- |
| Heimmannschaft                        | \| in Estadio Monumental "U", Lima, Peru \| | \| in Estadio Monumental "U", Lima, Peru \| | Gastmannschaft |
| Heimmannschaft                        | Reserve                                     | Reserve                                     | Gastmannschaft |
| in Estadio Monumental "U", Lima, Peru |                                             |                                             |                |

## Beste Torschützen
| Rang | Spieler           | Klub             | Tore |
| ---- | ----------------- | ---------------- | ---- |
| 1    | Adrián Martínez   | Racing Club      | 6    |
| 2    | Hernán Barcos     | Alianza Lima     | 5    |
|      | Maher Carrizo     | Vélez Sarsfield  | 5    |
|      | José Manuel López | SE Palmeiras     | 5    |
|      | Alan Patrick      | SC Internacional | 5    |
|      | Ramiro Vaca       | Club Bolívar     | 5    |